# Ranbaxy Laboratories
Ranbaxy Laboratories Limited — індійська міжнародна фармацевтична компанія, зареєстрована в Індії в 1961 році, та яка залишалася окремою юридичною особою до 2014 року. Компанія стала публічною в 1973 році. Власник «Ranbaxy» змінювався двічі протягом історії компанії. У 2008 році японська фармацевтична компанія «Daiichi Sankyo» придбала контрольний пакет акцій «Ranbaxy», а в 2014 році «Sun Pharma» придбала 100 % акцій Ranbaxy в результаті угоди з продажу акцій. Придбання компанії «Ranbaxy» компанією «Sun Pharma» привело до появи нового керівництва «Ranbaxy», яка спричинила серію скандалів. «Sun» є п'ятою за величиною у світі компанією з виробництва спеціалізованих генеричних фармацевтичних препаратів.

## Історія

### Формування
Компанію «Ranbaxy» заснували Ранбір Сінгх та Гурбакс Сінгх у 1937 році як дистриб'ютор японської компанії «Shionogi». Назва «Ranbaxy» походить від імен її засновників: РанБір (Ranbir) та ГурБакс (Gurbax). Бхай Мохан Сінгх купив компанію в 1952 році у своїх двоюрідних братів Ранбіра та Гурбакса. Після того, як син Бхай Мохана Сінгха, Парвіндер Сінгх, приєднався до компанії в 1967 році, її діяльність значно розширилася. Наприкінці 1990-х років «Ranbaxy» заснувала американську компанію «Ranbaxy Pharmaceuticals Inc.», щоб підтримати свій вихід на фармацевтичний ринок США.

### Торгівля
За 12 місяців, що закінчилися 31 грудня 2005 року, світовий обсяг продажів компанії склав 1 178 мільйонів доларів США, причому на закордонні ринки припадало 75 % світових продажів (США: 28 %, Європа: 17 %, Бразилія, Росія та Китай: 29 %).
У грудні 2005 року ціна акцій «Ranbaxy» впала через рішення щодо патенту, яке забороняло виробництво власної версії препарату «Ліпітор» компанії «Pfizer» для зниження рівня холестерину, річний обсяг продажів якого перевищував 10 мільярдів доларів.
У червні 2008 року «Ranbaxy» врегулювала патентний спір з «Pfizer», що дозволило індійській компанії продавати генеричну версію аторвастатину, та аторвастатин з амлодипіном бесилатом, генеричну версію препарату «Кадует» від «Pfizer», у США, починаючи з 30 листопада 2011 року.
23 червня 2006 року FDA надало «Ranbaxy» 180-денний ексклюзивний період на продаж симвастатину («Зокор») у США як генеричного препарату в дозі 80 мг. «Ranbaxy» конкурувала з виробником брендового препарату «зокор», компанією «Merck & Co.»; «IVAX Corporation» (яку придбала та об'єднала з основною компанією «Teva Pharmaceutical Industries Ltd.»), яка мала 180-денну ексклюзивність на дози, відмінні від 80 мг; та «Dr. Reddy's Laboratories» в Індії, чия авторизована генерична версія (ліцензована «Merck») звільнена від ексклюзивності.
1 грудня 2011 року «Ranbaxy» отримала схвалення від FDA на запуск генеричної версії препарату «Ліпітор» у США після закінчення терміну дії патенту на препарат.

### Придбання Daiichi Sankyo
У червні 2008 року «Daiichi Sankyo» придбала 34,8 % акцій «Ranbaxy» у родини генерального директора та керуючого директора Малвіндера Мохана Сінгха за 10 тисяч крор рупій (2,4 мільярда доларів США) за ціною 737 рупій за акцію.
У листопаді 2008 року «Daiichi-Sankyo» завершила поглинання компанії у родини засновників Сінгхів вартістю 4,6 мільярда доларів , придбавши 63,92 % акцій Ranbaxy. Малвіндер Сінгх з Ranbaxy залишився генеральним директором після угоди. Додавання «Ranbaxy Laboratories» розширило діяльність «Daiichi-Sankyo», а об'єднана компанія оцінилася приблизно в 30 мільярдів доларів США.
У 2009 році повідомлялося, що колишній старший віце-президент «Novartis» Югал Сікрі очолить індійські операції «Ranbaxy Laboratories».
У 2011 році компанія «Ranbaxy Global Consumer Health Care» отримала нагороду «Безрецептурна компанія року».
У звітах про довіру до брендів за 2012, 2013 та 2014 роки «Ranbaxy» посіла 161-е, 225-е та 184-е місця відповідно серед найнадійніших брендів Індії.

### Придбання компанією Sun Pharma
7 квітня 2014 року індійська компанія «Sun Pharma» та японська компанія «Daiichi Sankyo» спільно повідомили про продаж усіх 63,4 % акцій «Ranbaxy» від «Daiichi Sankyo» компанії «Sun Pharma» за 4 мільярди доларів. Згідно з цими угодами, акціонери Ranbaxy мали отримати 0,8 акції «Sun Pharma» за кожну акцію «Ranbaxy». Після цього придбання партнер «Daiichi-Sankyo» мав володіти 9 % акцій «Sun Pharma».

## Скандали
Протягом 2004—2005 років два індійські співробітники «Ranbaxy» Дінеш Такур та Раджіндер Кумар викрили фальсифікацію «Ranbaxy» звітів про тестування ліків. Невдовзі було виявлено, що офісний комп'ютер Такура був скомпрометований. Потім «Ranbaxy» звинуватив Такура у відвідуванні порнографічних сайтів за допомогою його офісного комп'ютера, що змусило його піти у відставку у 2005 році. Такур виїхав з Індії до США, та звернувся до FDA, яке почало розслідування його заяв. Унаслідок цього 16 вересня 2008 року FDA видало два попереджувальні листи «Ranbaxy Laboratories Ltd.» та попередження про імпорт дженериків, вироблених двома заводами в Індії.
До 25 лютого 2009 року FDA заявило, що призупинило розгляд усіх заявок на реєстрацію ліків, включаючи дані, розроблені на заводі «Ranbaxy» у Паонта-Сахіб в Індії, через практику фальсифікації даних та результатів досліджень у затверджених та очікуваних заявках на реєстрацію ліків.
8 лютого 2012 року в Нідерландах було відкликано 3 партії інгібітора протонної помпи пантопразолу виробництва «Ranbaxy» через наявність домішок.
9 листопада 2012 року компанія «Ranbaxy» призупинила виробництво та відкликала 41 партію аторвастатину через виявлення частинок скла в деяких упаковках. Також у 2012 році було повідомлено про очевидну помилку в дозуванні, коли таблетки по 20 мг були знайдені в упаковці аторвастатину, маркованій як така, що містить таблетки по 10 мг; це призвело у 2014 році до добровільного відкликання у США близько 64 тисяч упаковок.
У травні 2013 року «Ranbaxy» визнала себе винною та сплатила штраф у розмірі 500 мільйонів доларів за звинуваченнями у тяжких злочинах, пов'язаних з виробництвом та розповсюдженням певних фальсифікованих препаратів, виготовлених на двох виробничих потужностях «Ranbaxy» в Індії, а також у перекручуванні клінічних даних про генеричні препарати. «Ranbaxy» визнала себе винною за 3 пунктами звинувачення у злочинах, пов'язаних із FDA, та 4 пунктами звинувачення у свідомому наданні суттєво неправдивих заяв FDA. Серед фальсифікованих продуктів були антиретровірусні препарати, призначені для лікування ВІЛ/СНІДу в Африці.
У вересні 2013 року було повідомлено про подальші проблеми, зокрема про видиме людське волосся в таблетці, масляні плями на інших таблетках, туалети без проточної води та ненадання працівникам інструкцій щодо миття рук після користування туалетом. Компанії «Ranbaxy» було заборонено виробляти препарати, що регулюються FDA, на заводі в Мохалі, доки вона не відповідатиме вимогам США щодо виробництва ліків.
У 2014 році FDA повідомило компанію «Ranbaxy Laboratories, Ltd.» про заборону виробництва та розповсюдження активних фармацевтичних інгредієнтів на її об'єкті в Тоансі в Індії, для лікарських засобів, що регулюються FDA. Інспекція FDA об'єкта Тоанса, яка завершилася 11 січня 2014 року, виявила суттєві порушення GMP. Серед них було повторне тестування персоналом об'єкту сировини, проміжних лікарських засобів та готових активних фармацевтичних інгредієнтів після того, як ці товари не пройшли аналітичні випробування та не відповідали специфікаціям, з метою отримання прийнятних результатів, а також подальше неповідомлення та нерозслідування цих порушень.
У 2019 році журналіст-розслідувач Кетрін Ебан опублікувала книгу «Упаковка брехні», яка є поглибленим розслідуванням діяльності компанії «Ranbaxy». Окрім описаних вище інцидентів, Ебан описує внутрішню боротьбу в FDA, оскільки рішення слідчих, які могли б заборонити препарати «Ranbaxy», були відхилені через тиск щодо збільшення поставок дешевих генеричних препаратів.